# Phenacobius uranops
Phenacobius uranops är en fiskart som beskrevs av Cope, 1867. Phenacobius uranops ingår i släktet Phenacobius och familjen karpfiskar. Inga underarter finns listade i Catalogue of Life.